# ماركو توليو (لاعب كرة قدم)
ماركو توليو هو لاعب كرة قدم برازيلي، ولد في 31 مايو 1998 في بيلو هوريزونتي في البرازيل.

## وصلات خارجية
- ماركو توليو (لاعب كرة قدم) على موقع قاعدة بيانات كرة القدم.إي يو (الإنجليزية)
- ماركو توليو (لاعب كرة قدم) على موقع Soccerway.com (الإنجليزية)